# Cyanea muellerianthe
Cyanea muellerianthe är en manetart som beskrevs av Johann Wilhelm Haacke 1887. Cyanea muellerianthe ingår i släktet Cyanea och familjen Cyaneidae. Inga underarter finns listade i Catalogue of Life.